# Trollstigen

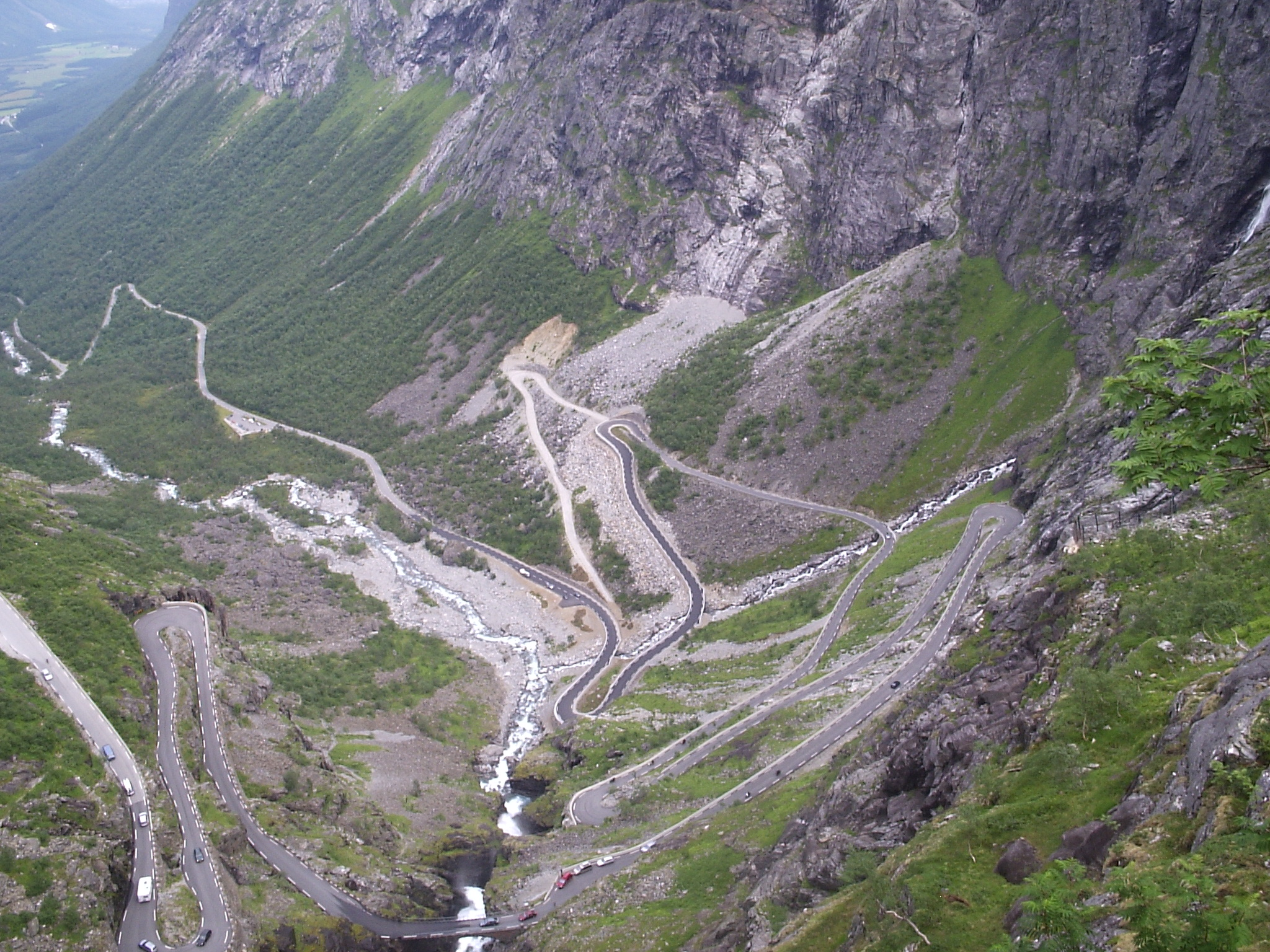

Trollstigen eller Trollvägen (norska: Trollstigvegen, Trollstigen eller  bara Stigen); är en vägsträcka på fylkesväg 63 i Rauma kommun i Romsdal i Møre og Romsdal fylke i Norge.
Vägen öppnades av kung Håkon VII den 31 juli 1936, efter en byggtid på åtta år. Vägen omges av flera berg på över 1 000 meter.  Vägens högsta punkt är 850 meter över havet och slingrar sig med elva hårnålskurvor från Isterdalen till Stigrøra.
Längst upp på toppen av Trollstigen finns en stor parkering där man kan gå i cirka 10 minuter till utsiktsplatsen Trollstigsplatån. Där har man en majestätisk utsikt över vägen, dess kurvor samt vattenfallet Stigfossen som först faller 180 meter rakt ner och därefter fortsätter 240 meter ut efter bergssidan.
Vägen är stängd vintertid och öppnar vanligtvis i mitten av maj och stänger i mitten av oktober. Men det varierar beroende på mängden snö.
Trollstigen är en av Norges största turistattraktioner. Med cirka 500 000 besökare (2019) är den landets näst största naturbaserade turistattraktion och den tredje mest besökta totalt.
2005 reparerades vägen för 16 miljoner NOK för att hindra nedfallande stenar vilket gjorde att vägen blev mycket säkrare att färdas på.